# Phil Thompson
Phil Thompson vagy teljes nevén Philip Bernard Thompson (Liverpool, 1954. január 21. –) angol válogatott labdarúgó.

## Pályafutása

### Klubcsapatban
Pályafutása során gyakorlatilag egyetlen klubban a Liverpoolban játszott. 1971-ben és 1984 között 340 mérkőzésen 7 alkalommal volt eredményes. Hétszeres angol bajnok, egyszeres FA-kupa, háromszoros ligakupa, hatszoros szuperkupa, háromszoros BEK, kétszeres UEFA-kupa és egyszeres UEFA-szuperkupa győztes. 1984-ben a Sheffield United csapatához igazolt, ahol még két szezont játszott, ezalatt 37 találkozón lépett pályára.

### A válogatottban
1976 és 1982 között 42 alkalommal szerepelt az angol válogatottban és 1 gólt szerzett. Részt vett az 1980-as Európa-bajnokságon és az 1982-es világbajnokságon.

## Sikerei, díjai

### Játékosként
Liverpool
- Angol bajnok (7): 1972–73, 1975–76, 1976–77, 1978–79, 1979–80, 1981–82, 1982–83
- Angol kupa (1): 1973–74
- Angol ligakupa (2): 1980–81, 1981–82
- Angol szuperkupa (6): 1974, 1976, 1977 (megosztva), 1979, 1980, 1982
- Bajnokcsapatok Európa-kupája (3): 1976–77, 1977–78, 1980–81
- UEFA-kupa (2): 1972–73, 1975–76
- UEFA-szuperkupa (1): 1977